# 甲賀流忍者!ぽんぽこ
- 甲賀流忍者!ぽんぽこ
- 甲賀流忍者ぽんぽこ

甲賀流忍者!ぽんぽこ（こうがりゅうにんじゃ!ぽんぽこ、以下ぽんぽこ）は、日本の女性バーチャルYouTuber（以下、VTuber）、ゆるキャラ。VTuberのピーナッツくんと共に活動することが多く、ピーナッツくんとのコンビ名は「ぽこピー」。事務所に所属していない個人のVTuberである。

## 人物
2018年2月にデビュー。キャラクターとしては、滋賀県甲賀市に住むタヌキの忍者で、地元を盛り上げるために人間の姿に化けて活動を行っているものとして紹介されている。自主制作ショートアニメ『オシャレになりたい！ピーナッツくん』の制作者でありピーナッツくんのご主人様である「兄ぽこ」の1歳下の実妹で、兄に誘われ、ピーナッツくんの世界を広げるためにVTuber活動を始めた。ぽんぽこの容姿も同アニメに登場する「怪盗ぽんぽこ」がベースとなっている。人前に出るのは本来苦手で、活動当初は生配信（ライブストリーミング）で話すことが嫌だったが、他のVTuberとのコラボ企画である「にじさんじ模擬面接」（2018年4月20日）や「ぽんぽこ24」（同年5月。詳細は後述）を契機にVTuber活動が好きになった。活動初期の決め台詞は「ぽんぽこねぇ、たぬきなの！」。好きな物はたこ焼きとカフェラテ、嫌いな物は豆腐。趣味は映画、邦ロック。好きなアニメは『夜明け告げるルーのうた』や『やはり俺の青春ラブコメはまちがっている。』。
2019年3月のインタビューでは、今後の目標として実写系のおもちゃやお菓子とのタイアップ、着ぐるみでのリアルイベントを掲げていた。同年7月2日、ピーナッツくん生誕2周年記念配信にて制作費約100万円（1体約50万円）の着ぐるみを公開、10月17日には着ぐるみとのチェキ会を開催し、目標の一つを達成した。2021年1月のインタビューでは、ゆるキャラとしての活動も増やしていくこと、地元の甲賀市でのイベント開催を今後の目標に掲げている。

### 形態
忍術によって様々な形態に変身する。基本となる容姿は甲賀市ゆかりの狸の置物（信楽焼）と甲賀流忍者がモチーフで、葉っぱを乗せた灰色のおかっぱ頭、たぬき風の耳としっぽ（ただし縞模様）、忍者風衣装と緑色のオーバーオールの重ね着が特徴（現行の衣装デザインは2020年11月6日以降。それ以前は灰色の忍者風衣装に風呂敷を背負っていた）。「変身前」の容姿は風呂敷を背負った2頭身のタヌキで、ゆるキャラとして活動する際の着ぐるみは変身前の容姿をモチーフにしている。
大きな瞳と誇張された萌え声が特徴のぶりっ子形態は「ガチ恋ぽんぽこ」または「ガチ恋さん」と呼ばれ、当初はぽんぽこが可愛くなった姿として登場したが、のちに別人格キャラという設定になった。昆虫食や激辛料理などのチャレンジ企画に登場することが多いが、バーチャルTIFやTUBEOUT!といったライブイベントに出演することもある。
2018年8月から11月にかけては、水色髪の女子高生風の容姿で「いきあたりばたりこ」という新人VTuberに扮して視聴者に正体がバレるか検証する企画を行ったことがある。

### 特徴
活動初期は生配信を中心に活動していたが、ゲーム実況などの配信を行うVTuberが増えるなか、ゲームが下手なぽこピーは生配信ではVTuber業界で生き残れないと考え、兄ぽこの勤務先からの退社を機に2019年から動画投稿を中心とした活動に転向した。投稿する動画のジャンルは、100円ショップやコンビニなどの商品レビュー、旅行、キャンプなどのアウトドア、ホラーをはじめとするVRゲームの実況、ピーナッツくんによるサウナレポートなど、多岐にわたる。気の置けない身内ならではのドッキリ企画も多い。動画づくりは様々なYouTuberを参考にしており、影響を受けた人物としてスカイピースや水溜りボンドらを挙げている。
活動当初から「甲賀式CG」と称して実写映像を多用しているのが特徴である。動きが寂しくなりやすい2次元空間を、見ていて飽きない動きのある動画にすることを目的に取り入れた手法で、VTuber業界における実写を交えた映像演出の先駆けとなった。現在では2DCG、3DCG、着ぐるみ、パペットと、バーチャルとリアルの垣根を越えて様々な表現方法を使い分ける。
「ぽんぽこ24」という24時間のコラボ生配信をピーナッツくんと不定期で開催している。にじさんじやホロライブといった有名企業勢のほか、事務所に所属しない個人勢やTikToker、YouTuberといったVTuber以外のクリエイターも参加する大型企画であり、ぽんぽこ24 vol.5では総勢50名以上がゲスト出演した。企画と企画の合間に流れるCMをクリエイターから募集しており、ぽんぽこ24 vol.4では130を超える作品が紹介された。ピーナッツくんは、ぽんぽこ24を開催する理由について、普段見られてはいないがクオリティの高い人たちにスポットライトが当たってほしいからであると述べている。

### エピソード・評価
2020年10月4日に開催された「ゆるキャラグランプリ2020 THE FINAL 未来へつなぐ いわて幸せ大作戦！！」の企業・その他部門において、第1位となった。得票数は279,128票で、2位のペイレンジャー（ゆうちょ銀行）との差は50,626票であった。
ミュージシャンのn-bunaはぽんぽことピーナッツくんのファンであることを自身のインタビューで公言しており、ライブ企画「ぽんぽこ24リターンズ」にて自身が作詞作曲した楽曲『言の葉のうた』を提供している。

### 交友関係
「ぽんぽこ24」などのコラボ企画を通じて、個人勢VTuberを中心に業界内での交友関係は広い。
活動初期からもちひよこやさえきやひろと親交があり、ぽんぽこの3Dモデルはさえきやひろが制作している（その縁でさえきやひろは甲賀市に隣接する湖南市の公式VTuber、Minamiの3Dモデルも制作している）。2018年11月8日配信の「ハッピーハロウィン！#ハロウィン後夜祭女子会」をきっかけに、星咲ちあを加えた4名で「てぇてぇトレイン」というユニットを組んでおり、不定期コラボ配信のほか、てぇてぇトレイン名義でイベントなどに出演することもある。
2022年5月、ピーナッツくん、もちひよこ、ふぇありす、ミミックと共に、VRChatを活動の場とするYouTubeチャンネル「パラレルウォーカー」を開設している。
バーチャル双子YouTuberのおめがシスターズとは、どちらも動画投稿が活動の中心であり、近親者と共に活動しているという共通点もあって親交が深く、コラボ動画を数多く投稿している。
デカキンとは、1回目の「ぽんぽこ24」の凸企画をきっかけに親交があり、ぽんぽことピーナッツくんはデカキンを「師匠」と呼んでいる。ぽこピーのオフィシャルファンブックが出版された際には帯に推薦文を寄せている。

## 来歴
2018年
- 2月1日、チャンネル開設。
- 2月2日、チャンネル初の動画を投稿。
- 4月4日、チャンネル登録者数が1万人を突破。
- 5月3日 - 5月4日、「ぽんぽこ24時間生放送」を開催。
- 9月12日、チャンネル登録者数が5万人を突破。
- 10月6日 - 10月7日、「ぽんぽこ24リターンズ」を開催。
- 12月31日、ニコニコ生放送「バーチャル大晦日2018〜みんなで年越しブイッとね！〜」に出演。

2019年
- 4月27日、ニコニコ超会議2019「VTuber Fes Japan、VTuber Special Stage」に出演。
- 7月2日、ピーナッツくん生誕2周年記念の生配信にてアトリエパレット制作の着ぐるみを発表。
- 8月14日 - 8月15日、「ぽんぽこ24 Vol.3」を開催、生配信中にチャンネル登録者数が10万人を突破。
- 10月11日 - 10月27日、おめがシスターズ、名取さなと共に、MAGNET by SHIBUYA109にてポップアップストア「バーチャルスクランブル」を開催、期間中に着ぐるみとのチェキ会を実施。
- 12月31日、オンラインライブ「TUBEOUT! COUNT DOWN」に出演。

2020年
- 2月15日、SUPER SPINNS 梅田HEP FIVEにて着ぐるみとのチェキ会を実施。
- 5月5日 - 5月6日、「ぽんぽこ24 Vol.4」を開催。
- 7月11日 - 8月7日、東京ソラマチ内、「テレビ局公式ショップ～ツリービレッジ～」にてコラボカフェ＆ショップを開催。
- 10月2日、ライブイベント「TOKYO IDOL FESTIVAL オンライン 2020、バーチャルTIF」にガチ恋ぽんぽこ名義で出演。
- 10月4日、「ゆるキャラグランプリ2020 THE FINAL 未来へつなぐ いわて幸せ大作戦！！」において、企業・その他部門で優勝。

2021年
- 1月29日、オフィシャルファンブック「ぽこピーの本」をホビージャパンより出版。
- 1月31日、ライブイベント「VTuber Fes Japan 2021」に出演。
- 2月12日 - 2月28日、MAGNET by SHIBUYA109にてポップアップストア「POP!STEP!POKOPEA SHOP」を開催。
- 5月4日 - 5月5日、「ぽんぽこ24 Vol.5」を開催、生配信内でオリジナル曲『カフカ』を発表。
- 5月15日 - 6月13日、てぇてぇトレインとして、AKIHABARAゲーマーズ本店にてポップアップストアを開催。
- 7月5日、チャンネル登録者数が20万人を突破。
- 9月26日、生配信にてスタジオ・ノーヴァ制作のパペットを発表。
- 12月24日 - 1月10日、おめがシスターズ、名取さなと共に、MAGNET by SHIBUYA109にてポップアップストア「バーチャルスクランブル2」を開催。

2022年
- 5月7日 - 5月8日、「ぽんぽこ24 Vol.6」を開催、生配信中にチャンネル登録者数が30万人を突破。
- 8月5日、ライブイベント「TOKYO IDOL FESTIVAL 2022、バーチャルTIF」にガチ恋ぽんぽこ、てぇてぇトレイン名義で出演。
- 8月13日 - 8月28日、パラレルウォーカーとして、大阪ステーションシティ内「バール・デルソーレ」にてコラボカフェを開催。
- 10月20日 - 1月9日、滋賀、愛知、東京、佐賀、青森、群馬にて展覧会「ぽこピー展」を開催。
- 11月5日・11月12日・11月20日、福岡、京都、東京にて着ぐるみとのチェキ会を開催。

2023年
- 1月13日 - 1月22日、MAGNET by SHIBUYA109にて開催のポップアップストア「渋谷狸展 二〇二三」に出店。
- 1月22日、オンラインライブ「SANRIO Virtual Festival 2023 in Sanrio Puroland」に出演。
- 1月31日、チャンネル登録者数が40万人を突破。
- 3月24日、VRChat上にテーマパーク「ぽこピーランド」をオープン。
- 4月13日 - 9月18日、徳島、岐阜、山口、石川、北海道、大阪、東京にて展覧会「続・ぽこピー展」を開催。
- 5月23日 - 6月18日、東京・大阪のスイーツパラダイスにてコラボカフェを開催。
- 6月9日、雑誌「コンプティーク」にて表紙＆巻頭特集。
- 7月29日 - 7月30日、パラレルウォーカーとして、ベルサール秋葉原にて開催の「バーチャルマーケット2023リアルinアキバ」に出展。
- 8月19日 - 8月20日、「ぽんぽこ24 Vol.7」を開催。
- 9月23日 - 10月15日、アニメイト渋谷店にてポップアップストア「とびだせ！ぽこピーランド in アニメイトショップ」を開催。
- 10月29日、音楽フェス「SPOOKY PUMPKIN 2023 〜PURO ALL NIGHT HALLOWEEN PARTY〜」に出演。
- 12月5日 - 1月31日、大阪・愛知・東京のスイーツパラダイスにてコラボカフェを開催。
- 12月28日、チャンネル登録者数が50万人を突破。

2024年
- 2月22日、「ぽんぽこのやらかし百物語」をホビージャパンより出版。
- 2月22日 - 3月31日、「ぽんぽこのやらかし百物語」出版を記念して、全国11店舗のTSUTAYAにてポップアップストアを開催。
- 3月3日・3月16日・3月24日、オンラインライブ「SANRIO Virtual Festival 2024 in Sanrio Puroland」に出演。
- 4月6日・5月2日・6月9日・8月24日・9月23日・10月18日・11月2日・12月30日、滋賀、北海道、宮城、熊本、沖縄、香川、大阪、埼玉にてイベントツアー「ぽこぴーの回覧板」を開催。
- 4月25日、ぽんぽこ＆ピーナッツくん責任編集によるムック本「POKOPEA」をTwoGateより出版。
- 4月25日 -、SHIBUYA TSUTAYAにグッズストア「POPIYA」を出店。
- 6月28日 - 7月15日、おめがシスターズ、富士葵、キクノジョーと共に、MAGNET by SHIBUYA109にてポップアップストア「クッピーラムネ×シンセキ POP-UP STORE」を開催。
- 9月6日 - 、グラングリーン大阪内、ローソンJAM BASE店にグッズの自動販売機を設置。
- 10月3日 - 11月6日、全国15店舗の極楽湯・RAKU SPAにてコラボキャンペーン「ぽこピ～の湯」を開催。
- 11月23日 - 11月24日、「ぽんぽこ24 Vol.8」を開催。
- 12月5日、Tamagotchi Uni（たまごっち ユニ）にて使用可能なコラボコンテンツ「Tamaverse Ticket ぽこピーランド」が発売。
- 12月20日、ラグーナテンボスにてライブイベント「ぽこピーのクリスマスぱーてぃー in ラグナシア」を開催。
- 12月20日 -、TSUTAYA EBISUBASHIにグッズストア「POPIYA in 大阪」を出店。
- 12月23日、チャンネル登録者数が60万人を突破。

2025年
- 2月15日・3月8日・3月16日、オンラインライブ「SANRIO Virtual Festival 2025」に出演。
- 3月1日 - 3月31日、パラレルウォーカーとして、VRChat上でBEAMSとのコラボイベントを開催。
- 3月9日・5月11日・7月13日・9月6日・11月1日、新潟、秋田、和歌山、広島、静岡にてイベントツアー「ぽこぴーの回覧板」を開催。
- 4月9日、雑誌「クイック・ジャパン」にて表紙＆巻頭特集。
- 5月13日 - 5月26日、ラフォーレ原宿にてポップアップストア「TAMAGOTCHI×POKOPEA」を開催。
- 5月30日 - 7月23日、東京・京都・千葉・福岡・兵庫のスイーツパラダイスにてコラボカフェを開催。
- 8月8日 - 11月3日、東京・宮城・静岡のPARCOにて展示会「Who_Is_Pokopea_?展」を開催。

## 出演

### テレビ番組
2018年
- VIRTUAL BUZZ TALK!（12月21日・12月29日、TOKYO MX、ピーナッツくんと共に出演）

2019年
- 超人女子戦士 ガリベンガーV（4月18日、テレビ朝日、ピーナッツくんと共に出演）

2022年
- エンタテ!区〜テレビが知らないe世界〜（4月13日、RKB毎日放送）
- 沼にハマってきいてみた（4月26日、NHK Eテレ、ピーナッツくんと共に出演）

#### テレビアニメ
2019年
- NHKバーチャルのど自慢（1月2日、NHK総合、ピーナッツくんと共に出演）

2020年
- NHKバーチャル紅白歌合戦（1月1日、NHK総合、ピーナッツくんと共にVTR出演）

### インターネット番組
2021年
- これが世界の選択か！HUMAN vs VTuber （3月25日・4月22日、dTVチャンネル・ひかりTV、ピーナッツくんと共に出演）

2022年
- 青木志貴の友達フラグが立ちません…（4月12日、ニコニコチャンネル、ピーナッツくんと共に出演）

2023年
- VTuberにこんな生霊が憑いてました（6月26日、ニコニコチャンネル）

### ゲーム
- ブイブイブイテューヌ（2020年[109]、ピーナッツくんと共に出演）

### イベント
2018年
- オシャレになりたい！ピーナッツくん〜お誕生日会〜（7月20日、JOL原宿、ピーナッツくんと共に出演）
- ニコニコ超パーティー2018
  - 裏でやってんだろ？裏で！【VTuberステージ裏実況】（11月3日、さいたまスーパーアリーナ、ピーナッツくんと共に出演）

2019年
- SPINNS X ピーナッツくん 〜うりゃおい！原宿パーリーナイ〜 in JOL原宿（4月20日、JOL原宿、ピーナッツくんと共に出演）
- ニコニコ超会議2019
  - VTuber Fes Japan 2019、VTuber Special Stage（4月27日、幕張メッセ、ピーナッツくんと共に出演）

- 富士葵生誕祭令和元年（6月15日、池袋HUMAXシネマズ、ピーナッツくんと共に出演）
- きぐるみぽこピーとチェキ会☆in渋谷MAGNET（10月17日、MAGNET by SHIBUYA109、着ぐるみでの出演・ピーナッツくんと共に出演）

2020年
- きぐるみぽこピーとチェキ会やて！？☆ in SUPER SPINNS 梅田HEPFIVE（2月15日、HEP FIVE、着ぐるみでの出演・ピーナッツくんと共に出演）
- 銀河アリス生誕祭！～だいまおうアリスと笑いの勇者たち～（2月22日、池袋HUMAXシネマズ・109シネマズ大阪エキスポシティ、ピーナッツくんと共に出演）
- ESP学園（福岡）声優芸能科オープンキャンパス「ぽこピー・スペシャルトークイベント＆セルフプロデュース実習～みんなの将来を考えてみよう！～」
（8月23日、専門学校ESPエンタテインメント福岡、当初は4月26日に開催予定だったが、COVID-19流行の影響により延期された・ピーナッツくんと共に出演）
- ９月１日は防災の日　湖国防災（8月29日、モリーブ、着ぐるみでの出演・ピーナッツくんと共に出演）
- ゆるキャラグランプリ2020 THE FINAL 未来へつなぐ いわて幸せ大作戦!!（10月4日、岩手産業文化センター、着ぐるみでの出演・ピーナッツくんと共に出演）
- ToyamaGamersDay 2020 Re-Start（10月24日、クロスベイ新湊、着ぐるみでの出演・ピーナッツくんと共に出演）
- VIRTUAFREAK -REWIRE-（12月27日、Club Asia、着ぐるみでの出演・ピーナッツくんと共に出演）

2021年
- VTuber Fes Japan 2021 DAY2（1月31日、川口総合文化センター、ピーナッツくんと共に出演）
- さなのばくたん。 -ていねいなお誕生日会- Powered by mouse（3月7日、チネチッタ、会場アナウンスでの出演・ピーナッツくんと共に出演）
- KAI-YOU HYPER POP MARKET（10月31日、渋谷キャスト、着ぐるみでの出演・ピーナッツくんと共に出演）

2022年
- HIMEHINA Live2Days「アイタイボクラ」 Day1「藍の華2022」（5月6日、豊洲PIT、前説で音声のみの出演・ピーナッツくんと共に出演）
- Walk Through the Stars Tour（7月4日・7月11日、Shibuya O-EAST・BIG CAT、着ぐるみでの出演・ピーナッツくんと共に出演）
- TOKYO IDOL FESTIVAL 2022
  - バーチャルTIF（8⽉5⽇、お台場・青海周辺エリア、ガチ恋ぽんぽこ、てぇてぇトレイン名義での出演）

- ぽこピーきぐるみツアー！〜巨大豆狸チェキ会に襲来〜（11月5日・11月12日・11月20日、SUPER SPINNS福岡PARCO店・SPINNS京都本店・MAGNET by SHIBUYA109、着ぐるみでの出演・ピーナッツくんと共に出演）
- Mi:LIVE 2022 -MIRAI AKARI 5th ANNIVERSARY-バラエティ盛り盛りドッカン祭り！！！！！（11月26日、109シネマズ木場、ピーナッツくんと共に出演）

2023年
- バーチャル大阪駅 うめきたワールド 来場500万人突破記念イベント（4月8日・4月9日、大阪ステーションシティ、着ぐるみ、3Dモデルでの出演・ピーナッツくんと共に出演）
- Walk Through the Stars Tour Final らいぶびゅ〜いんぐ！（5月13日、イオンシネマ、3Dモデルでの出演・ピーナッツくんと共に出演）
- SPOOKY PUMPKIN 2023 〜PURO ALL NIGHT HALLOWEEN PARTY〜（10月29日、サンリオピューロランド、着ぐるみでの出演・ピーナッツくんと共に出演）

2024年
- ALL MEMBERZ ～ALL GUYS vs ぽこピー～（2月11日、TOKYO DOME CITY HALL、着ぐるみ、３Dモデルでの出演・ピーナッツくんと共に出演）
- おめシス1stライブ「モンスターカミング」 in サンリオピューロランド（3月2日、サンリオピューロランド、着ぐるみでの出演・ピーナッツくんと共に出演）
- ぽこぴーの回覧板（4月6日・5月2日・6月9日・8月24日・9月23日・10月18日・11月2日・12月30日、着ぐるみ、３Dモデルでの出演・ピーナッツくんと共に出演）
- BloodBagBrainBomb Tour（7月2日・7月9日・7月12日・7月16日、着ぐるみ、３Dモデルでの出演・ピーナッツくんと共に出演）
- 祝28しゅーねん！たまごっちばーすでー！（11月9日・11月10日、東急プラザ原宿「ハラカド」、着ぐるみでの出演・ピーナッツくんと共に出演）
- ぽこピーのクリスマスぱーてぃー in ラグナシア（12月20日、ラグーナテンボス、着ぐるみでの出演・ピーナッツくんと共に出演）

2025年
- ぽこぴーの回覧板（3月9日・5月11日・7月13日・9月6日・11月1日、着ぐるみ、３Dモデルでの出演・ピーナッツくんと共に出演）
- オルメン3 ～ガッチマン15周年祭～ 1日目（4月5日、横浜BUNTAI、ピーナッツくんと共に出演）
- 月ノ美兎 2ndワンマンライブ『Paper Rabbit』（4月18日、J:COMホール八王子、着ぐるみ、３Dモデルでの出演・ピーナッツくんと共に出演）

### オンラインイベント
2020年
- TOKYO IDOL FESTIVAL オンライン 2020
  - バーチャルTIF（10⽉2⽇、ガチ恋ぽんぽこ名義での出演）

2021年
- NUTS TO YOU! -PeanutsKun 1st Live-（7月2日、ピーナッツくんと共に出演）
- TUBEOUT!FES -2021 SUMMER-（8月29日、ガチ恋ぽんぽこ名義での出演）
- TOKYO IDOL FESTIVAL 2021
  - バーチャルTIF - 台風16号接近の影響により中止（10月1日、ガチ恋ぽんぽこ、てぇてぇトレイン名義での出演）

2022年
- Walk Through the Stars Tour FInal Supported by Moment Tokyo（8月28日、ピーナッツくんと共に出演）

2023年
- SANRIO Virtual Festival 2023 in Sanrio Puroland（1月22日、着ぐるみでの出演・ピーナッツくんと共に出演）

2024年
- SANRIO Virtual Festival 2024 in Sanrio Puroland（3月3日・3月16日・3月24日、ピーナッツくんと共に出演）

2025年
- SANRIO Virtual Festival 2025（2月15日・3月8日・3月16日、ピーナッツくんと共に出演）

## タイアップ
- ホタルコーポレーション - アバターフィギュア（2020年6月22日 - 7月22日[136]）
- テレビ局公式ショップ ツリービレッジカフェ - コラボカフェ（2020年7月11日 - 8月7日[53]）
- ウェブポン - オンラインカプセルプライズ（2020年8月7日 - 8月16日[137]）
- ローソン - プリントサービス（2020年9月22日 - 11月30日[138]・2022年2月10日 - 4月10日[139]）
- ぶんぶくティーポット＋ - コラボグッズ（2021年8月11日 - 9月5日[140]）
- VTuberチップス4 - ポテトチップス（2022年7月26日[141]）
- 大阪ステーションシティ バール・デルソーレ - コラボカフェ（2022年8月13日 - 8月28日[61]）
- SPINNS - コラボグッズ（2022年10月[62]・2023年8月[142]）
- TAKEO - コラボ昆虫食品（2022年10月20日[143]）
- TAKE-NOKO - コラボ昆虫食カフェ（2022年11月20日 - 12月15日・2023年1月5日 - 1月9日・1月19日 - 2月14日[144]）
- ドスパラ - コラボPC（2023年3月23日[145]）
- スイーツパラダイス - コラボカフェ（2023年5月23日 - 6月18日[68]・2023年12月5日 - 2024年1月31日[74]・2025年5月30日 - 7月23日[95]）
- アニメイト - ポップアップストア（2023年9月23日 - 10月15日[72]）
- ahamo - 販促キャンペーン（2024年1月8日 - 1月28日[146]）、ウェブCM（2024年4月1日 - 7月31日[147]）
- ナノブロック - コラボグッズ（2024年2月2日 - 3月3日[148]）
- ベティ・ブープ - コラボグッズ（2024年2月2日 - 3月3日[148]）
- クッピーラムネ - コラボグッズ・ポップアップストア（2024年6月28日 - 7月15日[83]）
- 極楽湯・RAKU SPA - コラボキャンペーン（2024年10月3日 - 11月8日[85]）
- カンデミーナグミ - 販促キャンペーン（2024年10月3日 -[149]）
- たまごっち - コラボコンテンツ（2024年12月5日[87]）、コラボグッズ・ポップアップストア（2025年5月13日 - 5月26日[94]）
- ラグーナテンボス - コラボアトラクション・コラボグッズ・コラボフード（2024年12月20日 - 2025年1月5日[88]）

## ディスコグラフィ
| 発売日        | タイトル       | 販売形態     | 参加アーティスト |
| ------------- | -------------- | ------------ | ---------------- |
| 2021年5月6日  | カフカ         | デジタル配信 |                  |
| 2023年3月20日 | お気楽KING     | デジタル配信 | ピーナッツくん   |
| 2023年10月6日 | Bokeh          | デジタル配信 |                  |
| 2024年10月4日 | ぽこピー音頭   | デジタル配信 | ピーナッツくん   |
| 2024年11月3日 | ながしてうんち | デジタル配信 | ピーナッツくん   |

| 発売日        | タイトル                 | 収録作品      | 販売形態               | 規格品番 | アーティスト                          |
| ------------- | ------------------------ | ------------- | ---------------------- | -------- | ------------------------------------- |
| 2018年9月7日  | CHERRY PICK              |               | デジタル配信           |          | KMNZ、レオタードブタ、 ピーナッツくん |
| 2020年8月15日 | 雨に唄えば feat.もちぽこ | VirtuaREAL.02 | 通常版                 | UP-00006 | もちひよこ                            |
| 2020年8月15日 | 雨に唄えば feat.もちぽこ | VirtuaREAL.02 | 初回限定版             | UP-00006 | もちひよこ                            |
| 2020年8月15日 | 雨に唄えば feat.もちぽこ | VirtuaREAL.02 | 初回限定版（グッズ付） | UP-00006 | もちひよこ                            |
| 2020年8月15日 | 雨に唄えば feat.もちぽこ | VirtuaREAL.02 | デジタル配信           |          | もちひよこ                            |

| 発売日         | タイトル                                 | 販売形態     | アーティスト                                  | 備考                                 |
| -------------- | ---------------------------------------- | ------------ | --------------------------------------------- | ------------------------------------ |
| 2021年6月17日  | ほねっこぱれーど                         | デジタル配信 | さえきやひろ、FAKE TYPE.                      | 一部歌唱を担当。                     |
| 2023年6月16日  | POKOPEA LAND ORIGINAL SOUND TRACK VOL.01 | デジタル配信 | nerdwitchkomugichan、桶田知道、Kazuhei Tamada | 「ぽこピーランド」サウンドトラック。 |
| 2023年9月16日  | リアルタイムスーパーマーケット           | デジタル配信 | ぽこプロ                                      | 冒頭アナウンスを担当。               |
| 2023年10月30日 | Thirsty Thirsty                          | デジタル配信 | 東雲めぐ                                      | 合いの手を担当。                     |
| 2023年12月30日 | RunRunAround                             | デジタル配信 | おめがシスターズ                              | 合いの手を担当。                     |

## 書籍
- にゃるら監修、たば『バーチャルYouTuber名鑑2018』三才ブックス、2018年7月5日、82頁。ISBN 978-4866730554。
- 『コンプティーク』9月号増刊 Vティーク、カドカワ、2018年7月26日、86-87頁、ASIN B07DXQHH4K。
- 『コンプティーク』2020年1月号増刊 VOL.5 Vティーク、カドカワ、2019年12月26日、88-89頁、ASIN B081WP9WL2。
- 『アニメディア』2021年1月号、学研プラス、2020年12月10日、106-107頁、ASIN B08NZSR5G1。
- 『富士葵オフィシャルファンブック 秘密を聞いてよ』ホビージャパン、2021年9月27日、92-98頁。ISBN 4798625752。
- 『早稲田文学 2021年秋号』筑摩書房、2021年10月11日、34-54頁。ISBN 4480993266。
- 『コンプティーク』2023年7月号、カドカワ、2023年6月9日、表紙・4-35頁・付録ポスター、ASIN B0C68MYJQS。
- 『キャラぱふぇ』Vol.99 2023年11-12月号、カドカワ、2023年9月29日、50頁、ASIN B0CGVLW1Y2。
- 『ぽんぽこのやらかし百物語』ホビージャパン、2024年2月22日。ISBN 9784798633497。
- 『POKOPEA』TwoGate、2024年4月25日。ISBN 9784910315362。
- 『コンプティーク』2024年9月号、カドカワ、2023年6月9日、22-25頁、ASIN B0D9NGSTNQ。
- 『クイック・ジャパン vol.177』太田出版、2025年4月9日、表紙・7-87頁。ISBN 4778340299。

### 公式ファンブック
- 『甲賀流忍者ぽんぽこ&オシャレになりたい!ピーナッツくん オフィシャルファンブック ぽこピーの本（ポン）』ホビージャパン、2021年1月29日。ISBN 4798623911。ピーナッツくんによるミニアルバムCD収録。